# Shay Rudolph
Shay Rudolph (* 6. September 2005 in San Diego, Kalifornien) ist eine US-amerikanische Schauspielerin. Bekanntheit erlangte sie durch ihre Rolle als Stacey McGill in der Netflix-Serie Der Babysitter-Club.

## Leben
Rudolph spielte seit der ersten Klasse Theater, wodurch sie Gefallen an der Schauspielerei fand. Sie erhielt ihre erste Rolle im Kurzfilm Mae. Anschließend spielte sie in der Serie Lethal Weapon über zwei Jahre hinweg die Rolle der Maya Flynn.
2020 wurde sie als eine der Hauptrollen in der Netflix-Serie Der Babysitter-Club besetzt und erlangte dadurch größere Bekanntheit.
Rudolph ist Vegetarierin und hat eine zwei Jahre ältere Schwester namens Rhys.

## Filmografie
- 2017: Mae (Kurzfilm)
- 2018: The Adventures of Thomasina Sawyer
- 2018–2019: Lethal Weapon (Fernsehserie, 9 Episoden)
- 2019: Less Than Zero
- 2020: Rita
- 2020–2021: Der Babysitter-Club (The Baby-Sitters Club, Fernsehserie, 18 Episoden)
- 2024: I Wish You All The Best
- 2024: The Present